# Goša montaža Velika Plana
Goša montaža Velika Plana (code BELEX : GMON) est une entreprise serbe qui a son siège social à Velika Plana. Elle travaille principalement dans les secteurs de la construction et de l'industrie manufacturière. Elle entre dans la composition du BELEX15 et du BELEXline, les deux indices principaux de la Bourse de Belgrade,.

## Histoire
L'origine de Goša montaža remonte à 1923, avec la création de la société franco-serbe Jasenica ; après la Seconde Guerre mondiale, elle a pris le nom de Goša puis a reçu son nom actuel en 1973.
Goša montaža Velika Plana a été admise au marché non réglementé de la Bourse de Belgrade le 1er février 2007.

## Activités
Goša montaža Velika Plana propose des équipements pour les centrales thermiques ou hydroélectriques ainsi que des équipements d'exploitation, des équipements pour l'agriculture ou l'industrie pétrolière, des grues ; elle participe également à la construction de ponts et d'installations industrielles et sportives. Elle propose des vannes, des robinets papillons, des poutrelles, des grilles ou encore des bardages pour les tunnels ou des conduites ; elle propose également des turbines à eau ou à vapeur d'eau, des turbocompresseurs, des pompes et des générateurs.

## Données boursières
Le 11 juin 2014, l'action de Goša montaža Velika Plana valait 2 538 RSD (21,99 EUR). Elle a connu son cours le plus élevé, soit 4 439 RSD (38,46 EUR), le 7 mars 2011 et son cours le plus bas, soit 883 RSD (7,65 EUR), le 4 septembre 2009.
Le capital de Goša montaža Velika Plana est détenu à hauteur de 66,32 % par des personnes physiques.